# 宋瑛 (天順進士)
宋瑛（1418年—？），字克輝，號檜雪，直隸松江府華亭縣人，竈籍，明朝政治人物。

## 生平
景泰元年（1450年）庚午科應天鄉試第八十三名舉人，天順元年（1457年）丁丑科二甲第一名進士（傳臚）。授工部營繕司主事，八年（1464年）引疾歸里。

## 紀念
華亭縣會星橋北曾有為宋瑛所建之“傳臚”牌坊。

## 家族
曾祖宋雲卿；祖父宋季文；父宋順。兄宋琦、宋珙、宋瑮，弟宋瑒。